# Slavi apuseni
     Țări în care limba națională este o limbă slavă apuseană
     Țări în care limba națională este o limbă slavă răsăriteană
     Țări în care limba națională este o limbă slavă de sud

Țări în care limba națională este o limbă slavă apuseană
Țări în care limba națională este o limbă slavă răsăriteană
Țări în care limba națională este o limbă slavă de sud

Slavi apuseni reprezintă o partea de vest din popoarele slave. Limbile slave apusene, împărțite în trei subgrupe: 
- nordică, alcătuită din: polonă, slovina (dispărută la începutul secolului XX) și polaba (dispărută în secolul XVIII);
- sudică, alcătuită din cehă și slovacă;
- apuseană extremă: luzaciana superioară și luzaciana inferioară, vorbite în estul Germaniei